# Список керівників держав 163 року
В даній статті представлені керівники державних утворень. Також фрагментарно зазначені керівники нижчих рівнів. З огляду на неможливість точнішого датування певні роки владарювання наведені приблизно.
Список керівників держав 163 року — це перелік правителів країн світу 163 року.
Список керівників держав 162 року — 163 рік — Список керівників держав 164 року — Список керівників держав за роками

## Європа
- Боспорська держава — цар Реметалк I Євпатор (153/154-174)
- Ірландія — верховний король Конайре Коем (157-165)
- Римська імперія
  - імператор Марк Аврелій (161-180); Луцій Вер (161-169)
    - консул Марк Понтій Леліан (163)
    - консул Авл Юній Пастор Луцій Цезенній Сосп (163)
      - Британія — Секст Кальпурній Агрікола (162-166)
      - Верхня Германія — Гай Ауфідій Вікторін (162-166)
      - Нижня Мезія — Марк Сервілій Фабіан Максим (162-166)
      - Реція — Секст Бай Пудент (163-164)

## Азія
- Аракан (династія Сур'я) — раджа Сана Сур'я (146-198)
- Близький Схід
  - Велика Вірменія — цар Бакур I (161-163/164)
  - Хим'яр — цар Тхаран I (160-170)
- Іберійське царство — цар Фарасман III (135-185)
- Індія
  - Кушанська імперія — великий імператор Хувішка I (140-183)
  - Царство Сатаваханів — магараджа Вашиштіпутра Пулумайї (136-158/164)
- Китай
  - Династія Хань — імператор Лю Чжи (146-168)
    - шаньюй південних хунну Їлінжоші Чжуцю (147—172)
- Корея
  - Когурьо — тхеван (король) Чхатхе (146-165)
  - Пекче — король Керу (128-166)
  - Сілла — ісагим (король) Адалла (154-184)
  - Осроена — Ма'ну VIII (139-163); Ваіл (163-165)
- Персія
  - Парфія — шах Вологез III (148-192)
- Сипау (Онг Паун) — Сау Кам К'яу (127-207?)
- Харакена — цар Орабаз II (150/151-165)
- плем'я Хунну — шаньюй Цзюйцзюйр (147-172)
- Японія — тенно (імператор) Сейму (131-191)
  - Азія — Гай Попілій Кар Педон (162-163/164); Квінт Помпей Сосій Пріск (163-164)
  - Аравія Петрейська — Публій Юлій Гемін Марціан (162-163)
  - Віфінія і Понт — Луцій Гедій Руф Лолліан Авіт (159-165)
  - Каппадокія — Марк Стацій Пріск Ліциній Італік (162-163)
  - Лікія і Памфілія — Публій Вігеллій Сатурнін (162-164)
  - Сирія — Марк Анній Лібон (162-163)

## Африка
- Царство Куш — цар Адекеталі Такідеамані (146-165)
  - Африка — Секст Кокцей Северіан (162-163)